# Forces de défense du Kenya
Les forces de défense du Kenya (en anglais : Kenya Defence Forces) sont divisées en une armée de terre (Kenya Army (en)), une marine de guerre (Kenya Navy) et une force aérienne (Kenya Air Force). 
Elles comprennent un total de 24 120 personnels actifs en 2012. Leur rôle est défini par l'article no 241 de la Constitution.

## Historique
Depuis octobre 2011, elles sont en opérations depuis le début de l'intervention militaire du Kenya en Somalie aux côtés des troupes du gouvernement fédéral de transition contre les Al-Shabbaab.

## Équipement[Quand?]

### Armée de terre
- 76 Vickers MBT livrés entre 1979 et 1982[2] ;
- 24 BTR-60 en service ;
- 80 BRDM-3 commandés ;
- 72 Panhard AML 60 en service ;
- 15 M3 Panhard en service ;
- 100 Humvee en service ;
- 85 à 105 BMP-1 en service ;
- 12 ACMAT Bastion APC sont livrés en 2018 grâce à un financement américain[3].
- 52 Thyssen Henschel UR-416 en service ;
- 35 Hughes MD 500 (40 reçu entre 1980 et 1985 pour le 50e bataillon de cavalerie aéromobile[4]),

### Force aérienne
- 11 Harbin Y-12
- 22 Northrop F-5 Freedom Fighter.

### Marine de guerre
La marine kényane opère 22 patrouilleurs et est basée à Mombasa.